# Siswa Bazar
Siswa Bazar là một thị xã và là một nagar panchayat của quận Maharajganj thuộc bang Uttar Pradesh, Ấn Độ.

## Nhân khẩu
Theo điều tra dân số năm 2001 của Ấn Độ, Siswa Bazar có dân số 18.884 người. Phái nam chiếm 52% tổng số dân và phái nữ chiếm 48%. Siswa Bazar có tỷ lệ 63% biết đọc biết viết, cao hơn tỷ lệ trung bình toàn quốc là 59,5%: tỷ lệ cho phái nam là 73%, và tỷ lệ cho phái nữ là 52%. Tại Siswa Bazar, 17% dân số nhỏ hơn 6 tuổi.